# Lars-Erik Lövdén
Lars-Erik Lövdén, född 11 januari 1950 i Slottsstadens församling i Malmö, är en svensk politiker (socialdemokrat) och ämbetsman.
Lövdén blev juris kandidat vid Lunds universitet 1975 och var kommunsekreterare i Malmö kommun 1976–1979. Han var riksdagsledamot 1980–2004, ordförande i Malmö arbetarekommun 1983–2003, inrikesminister 1998 (innan departementet avvecklades, ministerposten återuppstod igen 2014 i regeringen Löfven I), biträdande finansminister (kommun- och bostadsminister) 1999–2004, landshövding i Hallands län 2005–2014.
Lövdén är son till Sten Lövdén och Inga, född Roslind.
År 1999 utsågs han till Malmö högskolas första hedersdoktor.